# Clint Eastwood
Clint Eastwood (* 31. května 1930, San Francisco) je americký filmový producent, režisér a herec. Proslul jako Muž beze jména v sérii spaghetti westernů italského režiséra Sergia Leoneho ze 60. let 20. století.

## Biografie
Narodil se 31. května 1930 v San Francisku v rodině knihkupce. S příchodem velké hospodářské krize byl ale jeho otec, aby uživil rodinu, nucen hledat zaměstnání v různých kalifornských městech, takže celá jeho rodina, manželka Ruth, syn Clint a dcera Jean, cestovala s ním. Když se později usadili, absolvoval Oakland Technical High School. Po ukončení studia, v roce 1948, se živil mj. jako pastevec, dřevorubec v Oregonu, topič v ocelárně a dodavatel pro benzínové čerpací stanice a hrál na klavír v různých amerických barech a kavárnách. V roce 1949 narukoval do armády jako plavecký instruktor do Fort Ordu. Po návratu z vojenské služby studoval obchodní školu v City College v Los Angeles, USA.
V polovině padesátých let se začal objevovat v malých rolích v druhořadých filmech společnosti Universal, jednalo se převážně o levné westerny, dobrodružné snímky, horory a sci-fi, např. Revenge of the Creature (Pomsta příšery, r. Jack Arnold, 1955), Star in the Dust (Hvězda v Prachu, r. Charles Haas, 1956), Ambush at Cimarron Pass (Přepadení v Cimarronském průsmyku, r. Jodie Copelan, 1958). Současně se svými filmovými začátky si ještě vydělával na živobytí dodáváním plaveckých bazénů a jako osobní strážce. Po podpisu smlouvy se studiem 20th Century Fox byl obsazen do jedné z hlavních rolí televizního seriálu Rawhide (Surová kůže), v jedné z nejúspěšnějších televizních show oné doby, ve kterém mezi lety 1959–1966 hrál postavu kovboje Rawdy Yatese.
Proslulost a světovou popularitu ovšem získal až svým účinkováním v tzv. spaghetti westernové dolarové trilogii režiséra Sergia Leoneho (i přesto, že o něm režisér prohlásil legendární větu: „Clint Eastwood má jen dvě herecké polohy: s kloboukem a bez.“). Nejprve v adaptaci Kurosawova filmu Yojimbo, Per un pugno di dollari (Fistfull of Dollars, Pro hrst dolarů; r. Sergio Leone, 1964), ve volném pokračování Per qualche dollaro in più (For a Few Dollars More, Pro pár dolarů navíc, r. Sergio Leone, 1965), a v závěrečném snímku Il buono, il brutto, il cattivo (The Good, the Bad and the Ugly, Hodný, zlý a ošklivý, r. Sergio Leone, 1966). V každém z těchto tří filmů ztvárnil hlavní postavy, osamělé, neohrožené, drsné a cynické pistolníky se smyslem pro spravedlnost a čest. Tato charakteristika je typická pro jeho role i v následujících letech, ať už se jedná o westernový, akční či detektivní žánr.
Tyto filmy sklízely úspěchy především v Evropě. V USA si získal oblibu postavou detektiva Harryho Callahana, která se objevuje ve filmech Dirty Harry (Drsný Hary, r. Don Siegel, 1971), Magnum Force (r. Ted Post, 1973), The Enforcer (Násilník, r. James Fargo, 1976), Sudden Impact (Nečekaný úder, r. Clint Eastwood) a Death Pool (Sázka na smrt, r.Buddy Van Horn).
V roce 1968 založil vlastní produkční společnost Malpaso, a začal produkovat a i režírovat své další filmy. Režijně debutoval snímkem Play Misty for Me (Zahrajte mi Misty, 1971). V následujících letech si téměř ve všech filmech, které režíroval, současně zahrál i hlavní role. Že nezvládá pouze role drsných chlapíků dokázal v komediích Every Which Way But Loose (Nikdy neprohrát, r. James Fargo, 1978), a Any Which Way You Can (Vždycky zvítězit, r. Buddy Van Horn, 1980).
Během sedmdesátých a osmdesátých let se několikrát pokoušel oživit, nepříliš úspěšně, s filmy ve vlastní režii westernový žánr, např. High Plains Drifter (Tulák z širých plání, r. Clint Eastwood 1972), The Outlaw Josey Wales (Psanec Josey Wales, r. Clint Eastwood, 1976), Pale Rider (Bledý jezdec, r. Clint Eastwood, 1985).
Koncem osmdesátých let začal komerční úspěch jeho filmů opadat. Vše si vynahradil v roce 1992, kdy jeho film z prostředí divokého západu, Unforgiven (Nesmiřitelní; r. Clint Eastwood, 1992) byl oceněn čtyřmi Oscary, nejlepší film, režii, střih a vedlejší mužský herecký výkon. Tím začalo další veleúspěšné období jeho tvorby. Následovaly filmy, komerčně úspěšný In the Line of Fire (S nasazením života, r. Wolfgang Petersen, 1993), The Bridges of Madison County (Madisonské mosty; r. Clint Eastwood, 1995), oscarový Million Dolar Baby (r. Clint Eastwood, 2004). Prozatím naposledy se představil „dvojfilmem“ s tématem druhé světové války, Flags of Our Fathers (Vlajky našich otců, r. Clint Eastwood, 2006) a Letters from Iwo Jima (Dopisy z Iwo Jimy, 2006).
Kromě Oscarů za filmovou tvorbu byl během své kariéry několikrát poctěn udělením významných cen, Rytíř krásných umění (1985) ve Francii, Pamětní cenu Irvinga G. Thalberga (1995) za soustavně vysokou kvalitu filmové produkce, Čestným Césarem (1998) za celoživotní tvorbu, Cenou za celoživotní dílo na MFF v Benátkách (2000). O šest let později získal cenu BAFTA za celoživotní dílo.
Angažoval se i společensky, v letech 1986–1988 byl starostou kalifornského města Carmel, jehož je obyvatelem. Za svého dosavadního života byl ženatý s Maggie Johnson (1953–1980) se kterou má syna Kylea (* 1968, jazzový hudebník), a dceru Alison (* 1972, režisérka a modelka). Se třemi ženami z nemanželského vztahu má 3 dcery a 1 syna, s kaskadérkou Roxane Tunis má dceru Kimber (* 1964), s letuškou Jacelyn Reevesovou syna Scotta (* 1986) a dceru Kathryn (* 1988), s Frances Fisher dceru Francescu (* 1993). Podruhé se oženil v roce 1996, s televizní moderátorkou Dinou Ruiz (* 1965), s níž má dceru Morgan (* 1996).

## Filmografie
V uvedených filmech hrál, případně je režíroval, případně je produkoval.
- Lafayette Escadrille (1958, role: George Moseley)
- Ambush at Cimarron Pass (1958)
- Surová kůže (Rawhide, 1959 – TV seriál)
- Pro hrst dolarů (Per un pugno di dollari, 1964)
- Pro pár dolarů navíc (Per qualche dollaro in piu, 1965)
- Hodný, zlý a ošklivý (Il, Buono, il brutto, il cattivo, 1966)
- Le Streghe (1967)
- Pověste je výš / Pověste je vysoko (Hang 'Em High, 1968)
- Cooganův trik (Coogan's Bluff, 1968)
- Kam orli nelétají (Where Eagles Dare, 1968)
- Paint Your Wagon (1969)
- Dva mezci pro sestru Sáru (Two Mules for Sister Sara, 1970)
- Kellyho hrdinové (Kelly's Heroes, 1970)
- Oklamaný (The Beguiled, 1971)
- Zahrajte mi Misty (Play Misty for Me, 1971)
- Drsný Harry (Dirty Harry, 1971)
- Joe Kidd (1972)
- Tulák z širých plání (High Plains Drifter, 1973)
- Magnum Force (1973)
- Thunderbolt a Lightfoot (Thunderbolt and Lightfoot, 1974)
- Vražda na Eigeru (The Eiger Sanction, 1975)
- Psanec Josey Wales (The Outlaw Josey Wales, 1976)
- Vykonavatel (The Enforcer, 1976)
- Železný stisk / Policejní kordon (The Gauntlet, 1977)
- Nikdy neprohrát (Every Which Way But Loose, 1978)
- Útěk z Alcatrazu (Escape from Alcatraz, 1979)
- Bronco Billy (1980)
- Vždycky zvítězit (Any Which Way You Can, 1980)
- Ohnivá liška (Firefox, 1982)
- Honkytonk Man (1982)
- Náhlý úder (Sudden Impact, 1983)
- Stahující se smyčka (Tightrope, 1984)
- V žáru velkoměsta (City Heat, 1984)
- Bledý jezdec (Pale Rider, 1985)
- Bojové nasazení (Heartbreak Ridge, 1986)
- Bird (Bird, 1988)
- Sázka na smrt (The Dead Pool, 1988)
- Růžový cadillac (Pink Cadillac, 1989)
- Bílý lovec, černé srdce (White Hunter Black Heart, 1990)
- Zelenáč (The Rookie, 1990)
- Nesmiřitelní (Unforgiven, 1992)
- S nasazením života (In the Line of Fire, 1993)
- Dokonalý svět (A Perfect World, 1993)
- Madisonské mosty (The Bridges of Madison County, 1995)
- Absolutní moc (Absolute Power, 1997)
- Pravda zabíjí (True Crime, 1999)
- Vesmírní kovbojové (Space Cowboys, 2000)
- Krvavá stopa (Blood Work, 2002)
- Million Dollar Baby (2004)
- Dopisy z Iwo Jimy (režíroval, Letters from Ivo Jima, 2006)
- Vlajky našich otců (režíroval, Flags of Our Fathers, 2006)
- Gran Torino (hrál a režíroval, 2008)
- Invictus: Neporažený (režíroval, Invictus, 2009)
- Život po životě (režíroval, Hereafter, 2010)
- J. Edgar (režíroval, 2011)
- Zpátky ve hře (hrál, Trouble with the Curve, 2012)
- Jersey Boys (režíroval, 2014)
- Americký sniper (režíroval, American Sniper, 2014)
- Sully: Zázrak na řece Hudson (režíroval, Sully, 2016)
- Pašerák (hrál a režíroval, The Mule, 2018)
- Paříž 15:17 (režíroval, The 15:17 to Paris, 2018)
- Richard Jewel (režíroval, produkoval, Richard Jewel, 2019)
- Cry Macho (hrál, režíroval, produkoval, Cry Macho, 2021)
- Porotce č. 2 (režíroval, produkoval, 2024)